# Federico Montes
José Federico Ángel Francisco de Jesús Montes Alanís fue un militar mexicano que participó en la Revolución Mexicana. 

## Biografía
Nació en San Miguel de Allende, Guanajuato, el 1 de octubre de 1884, siendo hijo de Luis Montes y de Refugio Nava Alanís. En 1905 ingresó a la Escuela Militar de Aspirantes, luego del cual fue asignado al regimiento de artillería ligera; ingresó en 1906 como subteniente de artillería. El 18 de marzo de 1909 ascendió a Teniente táctico de artillería, siendo destinado al Estado Mayor presidencial, ascendiendo el 12 de septiembre de 1911 a Capitán segundo. Empero ser un oficial del Ejército federal, simpatizaba con el maderismo, por lo que pasó a formar parte del Estado Mayor de Francisco I. Madero. 
En 1912 participó en la campaña contra los orozquistas y al término de ésta, regresó al Estado Mayor presidencial. En 1913 fue aprehendido junto al presidente Francisco I. Madero, siendo enviado al depósito de jefes y oficiales, que participó en la campaña contra los constitucionalistas en el norte del país. A finales de 1913 se adhiere a los constitucionalistas en Nuevo León con el grado de mayor. 
En febrero de 1914 fue ascendido a teniente coronel, luego de combatir a las fuerzas huertistas en el estado de Tamaulipas. En mayo participó en el asalto de Tampico; y el 29 de julio en la toma de Querétaro, donde fue gobernador interino y comandante militar de la plaza. El 1 de agosto participó en la toma de Celaya, ascendiendo a coronel. Combatiendo a finales de ese año contra fuerzas villistas en Tampico como general brigadier. 
El 6 de mayo de 1915 ocupó nuevamente la gubernatura de Querétaro. Combatió al gral. Rodolfo Fierro en Mariscala, recuperando la ciudad de Querétaro. En 1917 fue diputado por el estado de Guanajuato. En 1919 fue gobernador del estado de Guanajuato. En 1920 asumió la jefatura de operaciones militares de los estados de Querétaro, Guanajuato y Michoacán. Fue comandante de la 1, 11, 17 y 28 Zonas Militares. En 1941 fue nombrado embajador de México en Colombia. 
Murió en la Ciudad de México el 1 de diciembre de 1950 cuando era comandante de la Legión de Honor Mexicana.